# Konrad Kuene van der Hallen
Konrad Kuene van der Hallen, né vers 1400-1410 et mort le 28 janvier 1469, probablement à Cologne (« Koene, Coene, Kuen, Kuyn ») est un important tailleur de pierre et un maître d'œuvre de la cathédrale de Cologne.

## Biographie
Conrad serait venu en Bourgogne et à Lyon comme tailleur de pierre, et aurait travaillé pour Jacques Morel, successeur du sculpteur Claus Sluter. L'artiste nommé « Maître de l'autel Mariaschlaf », d'après l'œuvre du même nom dans la Collégiale Saint-Barthélemy de Francfort, est considéré comme son professeur. Konrad a probablement été influencé par les peintres Jan van Eyck et Stefan Lochner.
Après des années de voyage, il épouse Styngin van Bueren, une nièce du constructeur de la cathédrale de Cologne alors en place, Nikolaus van Bueren (1380–1445). En 1444, il est attesté comme conseiller municipal. En 1445, il est nommé à la tête du chantier « Maître Coynrait Kuene van der Hallen, contremaître actuel à la cathédrale à Cologne ». Un fils Johann est mentionné en 1466. Sa mort le 28 janvier 1469 est commémorée par une épitaphe sous l'orgue de la cathédrale.

## Réalisations
Konrad est considéré comme l'un des sculpteurs sur pierre les plus importants de son temps, au point que son souvenir perdure en ville jusqu'au XVIIe siècle. Pendant l'ère wilhelminienne, à l'occasion de l'achèvement de la cathédrale, une « Kuenstrasse » est baptisée en son honneur à Cologne-Nippes.
Konrad, qui a principalement travaillé comme sculpteur sur pierre pour des clients privés, est un représentant du style dit doux ou beau. Ses clients ne voulaient plus être représentés comme des masques idéaux typiques, mais comme des individus reconnaissables. Konrad a peut-être instauré la tradition de dépeindre en Maure un des Rois mages. L'ancien constructeur de cathédrale Arnold Wolff suppose que la représentation réaliste de l'Africain remonte à la rencontre avec un esclave que l'archevêque aurait pu ramener d'un voyage en Italie.
À cette époque, les dons pour le chantier de construction sont en baisse. Les réalisations de Konrad dans la cathédrale ne sont pas garanties. Il est possible qu'il ait fait construire des parties des bas-côtés latéraux de la nef nord, fait détruire l'atrium nord-ouest de l'ancienne cathédrale romane, et fait poser les fondations et le socle de la tour nord.
La confrérie des tailleurs de pierre le reconnaît lui et « tous ses descendants de même façon »  à ses assises en 1459 à Ratisbonne et en 1463 à Spire, Grand maître de la confrérie sur la région nord de l'Allemagne.

## Œuvres
- Mise au tombeau du Christ, cathédrale de Francfort, vers 1435 ;
- Groupe de l'Annonciation, Basilique Saint-Cunibert de Cologne, 1439 (attribution à l'artiste contestée) et Pieta (idem) ;
- Mort de Marie, cathédrale de Würzburg vers 1440 ;
- Épitaphe (Musée diocésain de Cologne), 14454 ;
- Maison de la Sainte-Cène, Propsteikirche, Kempen, 1461/62 ;
- Tombe de Dietrich II von Moers († 1463), cathédrale de Cologne.